# Поррі Гаттер
«По́ррі Га́ттер» — літературна пародія письменників А. В. Жвалевського й І. Є. Митька на серію романів «Гаррі Поттер» англійської письменниці Джоан К. Роулінг, а також ім'я головного героя цієї серії. Серія включає чотири книги, що первісно були видані окремо, потім — об'єднані в одну велику книгу «Поррі Гаттер. Все!», що включає також додаткові матеріали.

## Книги

### Поррі Гаттер і Кам’яний Філософ (2002 рік)
Книга являє собою літературну пародію на відому в усьому світі серію книг про Гаррі Поттера. Щиро кажучи, із усієї серії пародією на «Гаррі Поттера» можна вважати лише її, оскільки тільки в ній зберігається певна сюжетна відповідність книгам, що пародіюються.
Пародія побудована на методі «перевертання» сюжету оригінального твору: майже кожна річ, описувана в оригіналі, вивернута навиворіт. Якщо Гаррі Поттер народився магом і живе в родичів-маглів, що третирують його, то Поррі Гаттер за народженням — мудл (аналог маглів), або, якщо користуватися термінологією світу Гаррі Поттера — сквиб, тобто дитина чарівників, що від народження не володіє чарівними силами. Він живе з люблячими його батьками й сестрою, і вся його сім'я — потомствені чарівники, багаті й благополучні; батько Поррі займає значний пост і вважається одним із імовірних кандидатів на посаду прем'єра магічної Британії. Якщо Герміона Ґрейнджер — тиха й розумна дівчинка, то Мерґіона Пейджер — страшенна хуліганка (причому потомствена — її матір дотепер зі здриганням згадують викладачі), якщо лісничий Геґрід обожнює всіх монстрів, то Харлей, професор місцевої зоології, до жаху боїться навіть кішок. Сен Аеслі (аналог Рона Візлі, сина дрібного міністерського службовця, дитини з бідної багатодітної родини чарівників, не надто інтелектуального персонажа) — син забезпеченого високопоставленого чиновника, ерудит, логік, явний кандидат на вищі державні пости. Кряко Малхой, Гребб і Койл (аналог «антипоттерівської» трійці: Драко Мелфоя, Креба й Ґойла) — фанати Поррі Гаттера, що виявляють до нього буквально релігійне шанування.
Доведена до абсурду ідея Гаррі Поттера про звільнення домовиків шляхом провокування господаря на кидання предмета одягу: домовики у світі Поррі Гаттера, взявши цю ідею на озброєння, поголовно звільнилися й перетворилися в збіговисько ледарів, що займаються в житті тільки злодійством і бійками.
Не упустили автори й шансу придумати свої, нові заклинання, наприклад заклинання чубабайс відключає електрику у радіусі декількох кілометрів. Більшість заклинань формуються з російських або легко пізнаваних іноземних слів, до яких нерідко прироблені псевдолатинські закінчення: «аеробус-надуватус» (заклинання польоту), «стій-хто-ідетус» (зупиняє й руйнує будь-яку магічну істоту), «я-в-будиночку» (охоронне заклинання).
Сюжет перших частин повторює в перекрученому вигляді книгу «Гаррі Поттер і філософський камінь». У силу рідкісного розташування зірок Поррі народився мудлом — він не мав магічних здібностей. Але незабаром після його народження родина пережила напад Мордевольта (аналог Волдеморта) — жахіття світу чарівників, що створив Трубу, здатну позбавляти магії. У результаті цієї зустрічі Поррі стає магом, відібравши магію в Мордевольта (як з'ясовується пізніше, більша частина перепадає котові Кісеру), а лиходій зникає в невідомому напрямку. Поррі, як «переможець Мордевольта», стає знаменитістю магічної Британії. Але, як виявляється, Поррі отримав від Мордевольта не тільки магію, але й пристрасть до техніки й електроніки.
Підрісший Поррі майструє електронні пристрої, сидить в Інтернеті й мріє вступити до технікуму зв'язку, але замість цього батьки відправляють його в школу чарівництва Первертс (аналог Гоґвортсу, назва очевидна походить від англ. pervert — збоченець). Сподіваючись бути відрахованим, Поррі влаштовує одну витівку за іншою, утягуючи в них своїх нових друзів — Мерґіону й Сена. Але незабаром у школі починаються події, що змушують запідозрити підступ Мордевольта або його спільників. Друзі вплутуються в те, що відбувається й, зрештою, саме їх дії приводять до вирішення ситуації, щоправда, зовсім несподіваним чином.
Подібність пародії з оригіналом спочатку проглядається досить чітко. У початковій частині автори іноді посміюються над проблемою відмінності російських перекладів «Гаррі Поттера» — згадуючи ім'я того або іншого персонажа, у примітці приводять кілька варіантів, наприклад: «Професор Югорус Лужж (примітка: „в інших перекладах — Востокус Сирр або навіть Западус Сушш“)» — з натяком на перекладацьке «Северус Снігг». Витримується відповідність сюжетних ліній. У главу «Народ проти Поррі Гаттера» укралася навіть ненавмисна описка — автори вустами одного з персонажів називають свого героя «містер Поттер». Але приблизно після чверті книги сюжет починає значно відхилятися від оригіналу (як помітив один з коментаторів, «автори швидко зрозуміли, що писати просто пародію — нудно»). Замок Первертс терпить катастрофу — валяться вежі трьох факультетів, зате з'являється давно зникла вежа четвертого. Директор школи Бубльгум (аналог Дамблдора) виявляється головним лиходієм, що будував свої підступи від імені Ворога Чарівників (рос. врага волшебников, або просто ВВ) Мордевольта, який, у дійсності, давно відійшов від справ і розводить в Австралії електричних овець; Мерґіона Пейджер, позбувшись магії, вчиться бойовим мистецтвам у черепашок-ніндзя, Триніті та інших майстрів.

### Особиста справа Мерґіони
Сюжет книги починається 1 січня 2003 року — наступного дня після останніх подій попередньої книги. Мерґіона Пейджер намагається звільнити свого батька Бреда Пейджера, обезмаженого у свій час Мордевольтом, з магічної психлікарні-в'язниці Безмозглона, але виявляється, що Бред уже сам утік з в'язниці й ховається невідомо де. З доказів, що лишилися, робиться висновок, що Бред вирушив шукати найтаємничіший і добре охоронюваний магічний артефакт Дві Чаші, який, теоретично, може повернути йому магію. Мерґіона відправляється на пошуки батька (фактично — на пошуки Двох Чаш). Спочатку вона збирається діяти одна, без друзів і помічників (що і відображено в назві книги), але в результаті втягує в глобальний конфлікт усе магічне співтовариство, включаючи богів усіх існуючих пантеонів, магічні служби безпеки й армії.
По ходу справи герої зустрічаються з Вінстоном Мордевольтом, який розповідає справжню історію своєї «злочинної кар'єри»: виявляється, він лишень прагнув показати неміцність магічного дару й необхідність використання магами досягнень технічного прогресу, а потім повернути обезмаженим їх магію, але перший обезмажений — професор Бубльгум, — щоб сховати від усіх втрату магічних здібностей, оголосив його злочинцем, а прем'єр-міністр Тетраль Квадрит організував широкомасштабне «полювання на Мордевольта», зробивши його засобом підвищення свого рейтингу.
«Особиста Справа Мерґіони» уже не можна вважати пародією на яку-небудь книгу або всю серію книг про Гаррі Поттера. Це оригінальний твір із зовсім самостійним сюжетом і героями, що не мають аналогів у книгах Роулінг.

### Дев’ять подвигів Сена Аеслі
Книги, що виходили у два етапи, становлять єдиний твір, «Дев'ять подвигів Сена Аеслі» (перший том містив подвиги 1-4, другий — подвиги 5-9). За словами авторів, одним з мотивів написання третьої книги було таке міркування: про пригоди трьох друзів логічно писати або одну книгу, або три, але ніяк не дві. Назва книги пов'язана з тим, що по ходу сюжету Сен Аеслі робить «подвиги» — оригінальні, ризиковані, навіжені, несподівані діяння, що приводять до різних, але в підсумку позитивних результатів.
У книзі описані подальші пригоди нерозлучної трійці, у тому числі проникнення «хочуг» у реальний світ, замах на Тетраля Квадрита, новий підступ Бубльгума, весілля Мордевольта із Сьюзен МакКанарейкл і багато чого іншого. У цілому сюжет обертається навколо питання про те, що робити далі магам, що втратили через застосування Труби Мордевольта свої магічні здібності, і чи існує засіб, що дозволяє ці здібності повернути. Переживши цілий ряд пригод, герої, зрештою, знаходять відповідь на обидва питання, хоча вирішення виявляється зовсім не таким, на яке вони спочатку розраховували.

## Герої
- Поррі Гаттер — хлопчик з магічної англійської родини (син великого чиновника), за збігом обставин народжений без магічних здібностей, але що отримав чарівну силу завдяки Трубі Мордевольта. Захоплюється технікою, схильний до експериментаторства, магію не дуже поважає, хоча швидко вчиться використовувати магічні прийоми для збільшення можливості звичайної людської техніки. Серед його винаходів механічний пугач Филимон, ручний протонний випромінювач і розумний магокомп’ютер, здатний пророкувати майбутнє.
- Мерґіона Пейджер — руда дівчинка-відьма, хуліганка й зірвиголова, але гарний товариш. Дочка мисливця на драконів Бреда Пейджера. Втратила магічний хист через Трубу Мордевольта наприкінці першої книги, повернула його наприкінці останньої. Захоплюється бойовими мистецтвами. Збирається стати істориком.
- Сен Аеслі — син великого чиновника, красунчик в окулярах, із чудово підвішеним язиком, може забовтати кого завгодно й домовитися з ким завгодно, що вміє говорити й розуміти мову. Дуже любить поміркувати логічно, чому зобов'язаний нашестю лог в ранньому дитинстві, прекрасно знає психологію мас. Піддався нападу хочуг[1], завдяки чому в ньому співіснують дві логіки: чітка й нечітка.
- Бубльгум — директор Первертса, начебто б дуже сильний маг. Виявився мудлом (знову Труба Мордевольта) і головним лиходієм серії.
- Юґорус Лужж — декан Злізайбліна, факультету для зубрилок. Дуже добрий дядько, сильний маг. Обожнює магію у всіх її проявах, робить за допомогою магії все, що можна зробити при її допомозі. Улюблене заняття — подорожі по Астралу. Змінив Бубльгума на пості ректора школи магії.
- С'юзан МакКанарейкл — красуня-відьма, що молодиться (здатна вбити за згадування її віку), декан Орлодерра, з дуже жіночним характером. Закохана в Мордевольта (який називає її "Воробушек"), намагається зберігати це в таємниці. Дуже турбується про свою зовнішність. Досить сильна чарівниця.
- Развтижден — декан факультету Чортояк, незграбний тупуватий маг, що майже не користується магією. Дуже любить поїсти — якось закусив гігантським Чарівним Бобом. Племінник Тетраля Квадрита.
- Батько Браунінг — мудл, слідчий-пастор[2]. Випадково й проти своєї волі отримує магічну силу від мага Фантома Аса не без допомоги горезвісної Труби. Начаклував собі дубля себе, але такого гарного, що заплутався, хто справжній. Став новим прем'єр-міністром магічної Британії.
- Вінстон Мордевольт — чарівник-технік, винахідник Труби Мордевольта (обмінника магією). У першій книзі представляється антигероєм, але потім виявляється, що «Мордевольт гарний», як говорить Поррі. Щирий вчений, що слабко цікавиться іншими речами в житті, чим дуже засмучує МакКанарейкл.
- Тетраль Квадрит — прем'єр-міністр магічної Британії. Використовував уявне повернення Мордевольта, щоб затвердитися на пості на невизначений строк. У третій книзі потрапляє в Безмозглон після невдалої спроби державного перевороту.
- Тойхтотреба — міністр безпеки, один з найсильніших магів світу.
- Бальбо Рюкзачини — секретар з міністерства, графоман, зовні схожий на гобіта. Зважаючи на все, його ім'я це аналогія з Більбо (Бальбо) Беґінзом, в англійській мові слово bag (Baggins) означає "сумка, торба, торбинка, рюкзак".
- Рижик — білий літаючий верблюд, який насправді був Двома Чашами. Бродив по пустелі із загоном циклопів, але потім подружився з Мерґіоною. Після другої книги став жити на території Первертса.
- Кісер — кіт Гаттерів. Отримав більшу частину сил Мордевольта й став чарівним. І хоча він має великі магічні здібності, йому лінь їх застосовувати. Є батьком Смайлика (кошеняти Сена).
- Дубль Дуб — дубль, якого начаклувала Мерґіона. Служить їй вірою й правдою. Схожий на Развтижна.
- Містер Клінч — завгосп школи. Колишній маг-арнольд, злегка постраждав від Труби (не повністю позбувся магії). Магію не використовує й говорить у наказовому тоні. Постійно згадує свої службові роки.
- Фантом Ас — колишній маг-слідчий. У першій книзі випадково передав магію отцю Браунінгу (не знав, що Труба не створює магію, а передає). Після цього страждав острахом дзиґ (Труба була замаскована під дзиґу), і тому лікувався в Харлея. У третій книзі був реабілітований і знову став слідчим.
- Чингііха Титан — загальносуспільна, як говорить Сен, тіточка. Її будинок схожий на джунглі, і там живе безліч різноманітних істот. Дуже гарна в побутових заклинаннях.

## Мультфільм

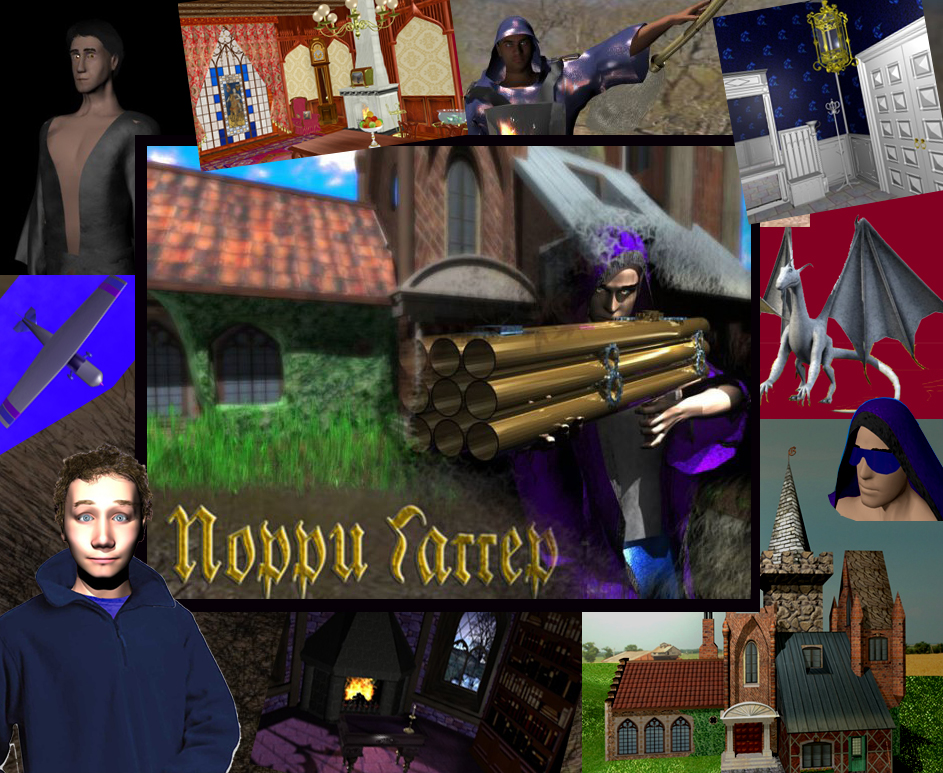
"Постер" Поррі Гаттера

9 липня 2008 кілька фанатів трилогії вирішили створити мультфільм за першою книгою. Як основний інструмент розробки був вибраний вільний 3D-редактор Blender. У наступні півроку з'явилась команда й достатньо локацій і моделей персонажів, щоб почати анімацію. Але через масштабність робіт і відсутність фінансової підтримки команда розпалась, в наш час[коли?] проект заморожений.